# Václav Vochoska
Václav Vochoska   (České Budějovice, 26 de juliol de 1955) és un remer txec, ja retirat, que va competir sota bandera de Txecoslovàquia durant les dècades de 1970 i 1980.
El 1976 va prendre part en els Jocs Olímpics d'Estiu de Mont-real, on guanyà la medalla de bronze en la competició del quàdruple scull del programa de rem. Formà equip amb Jaroslav Hellebrand, Zdenek Pecka i Vladek Lacina. Quatre anys més tard, als Jocs de Moscou, fent equip amb Zdenek Pecka, guanyà la medalla de bronze en la competició del doble scull.
En el seu palmarès també destaquen cinc medalles al Campionat del Món de rem: tres de plata, el 1975 i 1977 en el quàdruple scull i el 1979 en el doble scull; i dues de bronze, el 1982 en el doble scull i el 1985 en el quàdruple scull.